# Салча-Веке
Салча-Веке (рум. Salcia Veche) — село у повіті Вранча в Румунії. Входить до складу комуни Чорешть.
Село розташоване на відстані 148 км на північний схід від Бухареста, 28 км на південь від Фокшан, 56 км на захід від Галаца, 133 км на схід від Брашова.

## Населення
За даними перепису населення 2002 року у селі проживала 351 особа, усі — румуни. Усі жителі села рідною мовою назвали румунську.